# Eccidio di piazza dei Martiri
L'eccidio di piazza dei Martiri è stata una strage fascista perpetrata il 16 agosto 1944 a Carpi da alcuni reparti militari e paramilitari della Repubblica Sociale Italiana contro un gruppo di 16 prigionieri composto sia da partigiani che da civili.

## Antefatti
Il 15 agosto 1944 il colonnello della GNR Filiberto Nannini venne ucciso da una squadra di gappisti mentre in bicicletta si recava da Migliarina a Carpi. 
Non appena i fascisti carpigiani vennero informati dell'accaduto decisero di effettuare un vasto rastrellamento nelle campagne a nord-ovest della cittadina emiliana, ovvero le zone da dove si sospettava provenissero i partigiani autori dell'agguato. Nel tardo pomeriggio del Ferragosto 1944 reparti della GNR di Modena e della locale Brigata Nera iniziarono a rastrellare le località di Budrione, Fossoli, Migliarina ed il vicino comune reggiano di Rio Saliceto. In quest'ultimo paese i fascisti iniziarono a sparare all'impazzata uccidendo un militare della RSI ed il contadino Giuseppe Lusetti. Nonostante molti partigiani si fossero preventivamente allontanati, furono rastrellate complessivamente circa 120 persone, tutte sospettate di essere antifascisti o semplici fiancheggiatori della Resistenza.
I prigionieri, raggruppati in vari punti di raccolta creati nelle varie località interessate dal rastrellamento, vennero poi tutti trasferiti in una villa a Carpi il mattino del 16 agosto. Un partigiano di Carpi, Walter Lusvardi, si consegnò ai fascisti per salvare la vita al fratello, arrestato il giorno prima. Nelle ore successive i prigionieri vennero torturati ed interrogati.
Verso sera, mentre venivano officiati i funerali di Nannini, gli arrestati furono condotti nella piazza Centrale e fatti sdraiare sul selciato antistante il Castello dei Pio. Alle 20.00, mentre la bara del colonnello fascista veniva inumata nel locale cimitero i prigionieri vennero uccisi a raffiche di mitra. I corpi delle vittime furono lasciati esposti sino al giorno successivo.

## Vittime
Furono uccisi il 16 agosto 1944 nella piazza di Carpi:
- Arturo Aguzzoli "Primo", di Carpi, classe 1914;
- Augusto Artioli "Giusto", di Carpi, classe 1883;
- Aldo Biagini, di Rio Saliceto, classe 1912;
- Agostino Braghiroli, di Carpi, classe 1902;
- Remo Brunatti "Bruni", di Mirandola, classe 1908;
- Enzo Bulgarelli "Franco", di San Felice sul Panaro, classe 1916;
- Dino Corradi "Maurizio", di Carpi, classe 1903;
- Martino Del Bue, di Rio Saliceto, classe 1896;
- Umberto De Pietri, di Carpi, classe 1918;
- Fernando Grisanti, di Milano, classe 1920;
- Costantino Iotti, di Rio Saliceto, classe 1926;
- Walter Lusvardi "Nando", di Carpi, classe 1914;
- Pierino Rabitti, di Rio Saliceto, classe 1925;
- Fermo Rossi, di Rio Saliceto, classe 1920;
- Avio Storchi, di Rio Saliceto, classe 1918;
- Giuseppe Zanotti "Morte", di Carpi, classe 1924.

## Monumenti
La piazza dove avvenne l'eccidio fu ribattezzata nel dopoguerra piazza dei Martiri. Sul luogo dive furono uccisi i sedici uomini è stata scoperta una lapide con i nomi delle vittime.

## Risvolti processuali
Il 5 luglio 1945 la Corte d'assise di Modena condannò Antonio Petti, già comandante del 42º Comando Militare provinciale di Modena, alla pena di morte per una serie di reati e di episodi legati alla repressione antipartigiana tra cui quello di piazza dei Martiri. La sentenza fu eseguita mediante fucilazione alla schiena il 5 ottobre 1945.
L'11 agosto 1945 la Corte d'Assise straordinaria di Reggio Emilia condannò alla pena di morte all'ex brigatista nero Fortunato Santachiara per una serie di reati tra cui quello di aver fornito i nominativi degli abitanti di Rio Saliceto da arrestare. La sentenza fu eseguita mediante fucilazione alla schiena il 30 dicembre dello stesso anno.